# Bene Rudolf
Bene Rudolf (Pest, 1816. december 20. – Budapest, 1888. december 8.) orvos, sebész, szülészmester.

## Élete
Egy időben Budapest főorvosa volt. A természettudományi társulatot, melynek 1847-től fogva tagja volt, kis orvosi könyvtárral ajándékozta meg. 1865-ben nősült meg. Örök nyugalomra helyezték 1888. december 10-én a Kerepesi temetőben.

## Munkája
Dissertatio inaug. medico-practica sistens casuum memorabilium LXXXVI in schola clinica annis 1837–38. et 1839–40. observatorum succinctam enarrationem. Pestini, 1840